# Tom Held
Thomas F. „Tom“ Held (* 31. August 1889 in Wien, Österreich-Ungarn; † 13. März 1962 in Hollywood, Kalifornien) war ein austroamerikanischer Filmeditor, der zweimal für den Oscar für den besten Schnitt nominiert war.

## Leben
Held, der um 1896 aus Österreich in die USA einwanderte, begann seine Laufbahn in der Filmwirtschaft Hollywoods 1920 als Regieassistent bei dem Stummfilmdrama The River’s End der Regisseure Victor Heerman und Marshall Neilan. Seine erste Arbeit als Filmeditor war der von Jack Conway und Sam Wood inszenierte Musicalfilm They Learned About Women (1930) mit Joe Schenck, Gus Van und Bessie Love.
Bei der Oscarverleihung 1939 war Held gleich zwei Mal für den Oscar für den besten Schnitt nominiert: Zum einen für die von Julien Duvivier inszenierte Filmbiografie Der große Walzer (The Great Waltz, 1938), zum anderen für den Abenteuerfilm Der Testpilot (Test Pilot, 1938) von Victor Fleming. Die beiden Filme waren seine letzten Arbeiten als Editor. Er arbeitete noch einmal 1939 als zweiter Schnittassistent bei dem Musicalfilm Der Zauberer von Oz (The Wizard of Oz, 1939).

## Filmografie (Auswahl)

### Editor
- 1931: Die Sünde der Madelon Claudet (The Sin of Madelon Claudet)
- 1932: Rasputin: Der Dämon Rußlands (Rasputin and the Empress)
- 1932: Tarzan, der Affenmensch (Tarzan the Ape Man)
- 1933: Liebeslied der Wüste (The Barbarian)
- 1934: Heirate nie beim ersten Mal (Alternativtitel: Ein Herz zu verschenken, Forsaking All Others)
- 1934: Millionäre bevorzugt (The Girl from Missouri)
- 1934: Tarzans Vergeltung (Tarzan and His Mate)
- 1935: Das Rätsel von Zimmer 309 (One New York Night)
- 1935: Nach Büroschluss (After Office Hours)
- 1935: Wo die Liebe hinfällt (I Live My Life)
- 1936: San Francisco
- 1937: Maria Walewska (Conquest)
- 1938: Der große Walzer (The Great Waltz)
- 1938: Der Testpilot (Test Pilot)

### Regieassistent
- 1920: The River’s End
- 1922: Der Klub der Unterirdischen (Penrod)
- 1925: Die Sportprinzessin (The Sporting Venus)
- 1929: Fugitives